# 臥斧
臥斧（英語：Wolf Hsu），是一位台灣小說家和詩人，曾獲得普仁崗文學獎短篇小說首獎，其代表作《FIX》於2022年被改編成電視劇。

## 生平
臥斧於1974年在高雄出生，自幼喜歡閱讀和犯罪電視劇，後入讀中原大學醫學工程系，但在畢業後投身出版界，擔任書籍編輯和作家，後曾撰寫《舌行家族》、《碎夢大道》、《硬漢有時軟軟的》等多部小說和散文集，又自2014年起出版了《FIX》、《抵達夢土通知我》、《一開始就是假的》等多部推理小說，其中《FIX》於2022年被MyVideo和公共電視台改編成電視劇《茁劇場－滴水的推理書屋》。